# Torre Derecha
La Torre Derecha o Torre Nueva es una torre fortín situada en Algarrobo Costa, en el municipio de Algarrobo (provincia de Málaga, Andalucía, España), cerca de la Torre Ladeada. Es Bien de Interés Cultural desde 1993.